# オリバー・クロムウェル
オリバー・クロムウェル（英語: Oliver Cromwell、1599年4月25日 - 1658年9月3日）は、イングランドの政治家、軍人、イングランド共和国初代護国卿（Lord Protector）。
清教徒革命（イングランド内戦）では鉄騎隊を指揮してエッジヒルの戦いやマーストン・ムーアの戦いで活躍し、ニューモデル軍（新模範軍）の副司令官となる。ネイズビーの戦いで国王チャールズ1世をスコットランドに追い、議会派を勝利に導いた。護国卿時代には独裁体制を敷いた。

## 生涯
イングランド東部・ハンティンドンシャーのピューリタンでありジェントリ階級の地主の家庭に生まれる。高祖母キャサリンの兄（または弟）にヘンリー8世の元で「行政革命」を実施した政治家トマス・クロムウェルを持つ名家であった。
ケンブリッジ大学で学び、強い回心の経験を経た結果、生涯ピューリタンを貫いた。1628年に庶民院議員となるも、翌1629年の議会解散後、また故郷に帰って治安判事となり、1631年に土地を売ってセント・アイヴスに移り牧場を経営したが、1638年にイーリーに移った。

### 議会軍の鉄騎隊

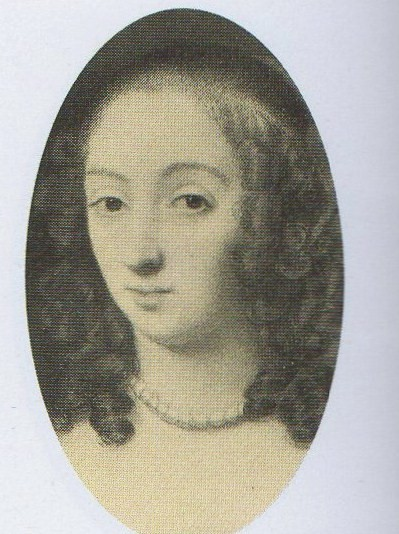
クロムウェルの妻エリザベス
1620年に結婚した。

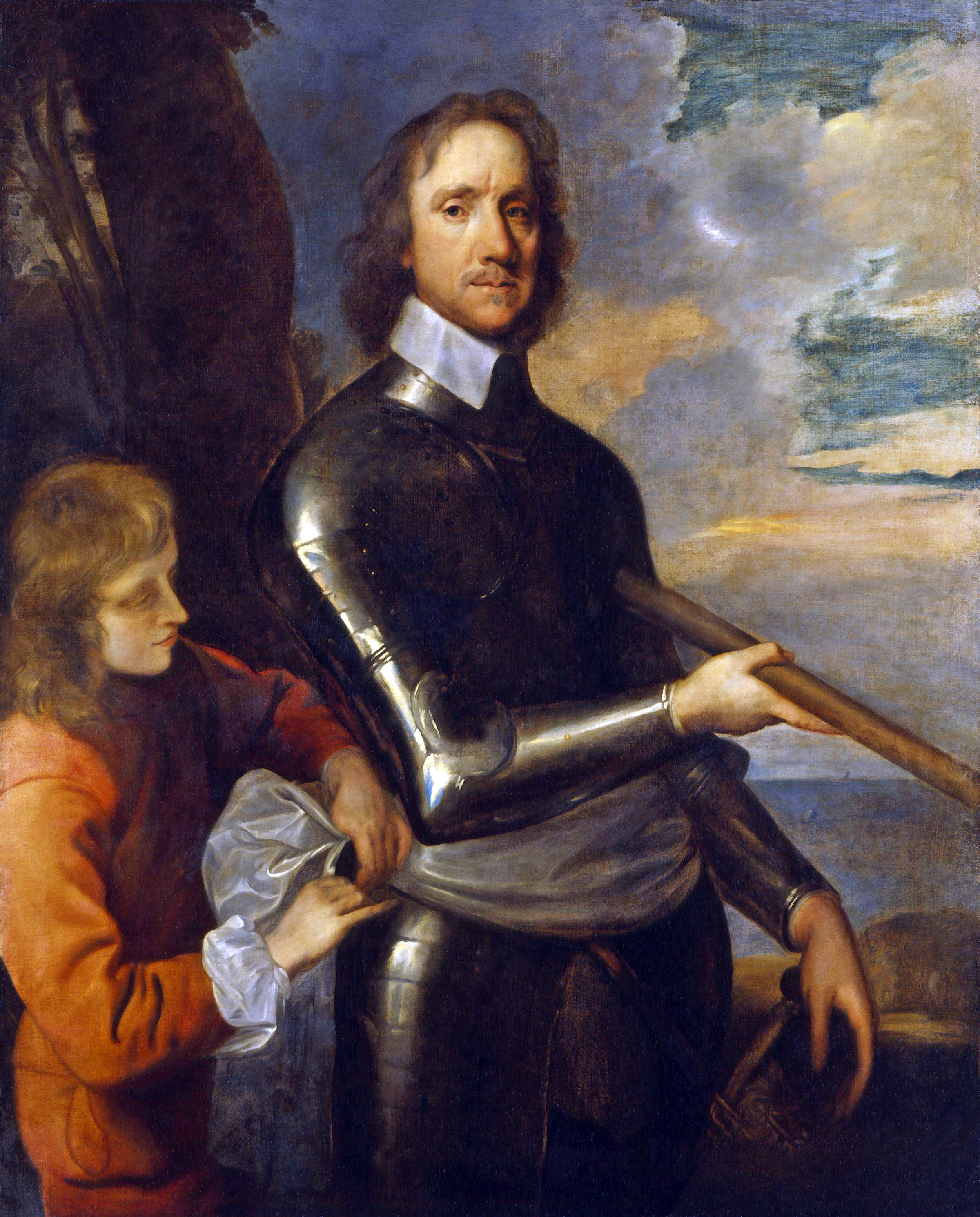
ロバート・ウォーカーによる肖像画（1649年）

クロムウェルは1640年の短期議会及び長期議会にはケンブリッジ選挙区から選出された。長期議会では議会派に属して、国王の専制に断固として対峙する論陣を張るジョン・ピムの下で星室庁の廃止をはじめとした王権を縮小する数々の法案や議会の大諫奏・民兵条例などの重要法案の起草に携わり、清教徒革命では議会派と王党派との対立から内戦が不可避となると第一次イングランド内戦においては軍の指揮官となって王党派と戦った。
- 1642年10月23日、エッジヒルの戦いでの敗戦直後、クロムウェルは従兄で議会軍の大佐ジョン・ハムデンに「酒場の給仕や職人の軍隊で上流人士の騎士たちと戦を続けることは難しい。これからは信者の軍をつくらなければならない」と語った。国王軍に対抗してノーフォーク・ケンブリッジシャーなど5州が連合した東部連合にクロムウェルは手勢1,000名余を引き連れて参加した。この連隊はクロムウェルが私財1,100～1,200ポンドを投じてつくった。教派にこだわらず、キリスト教徒であれば誰でも連隊で用いられた。ジェントリ、ヨーマンが中心であったこのクロムウェルの連隊は鉄騎隊とよばれた。これは後のニューモデル軍の中核となった。エッジヒルの戦い後、国王軍はオックスフォードに本拠をおき北部・西部を抑え、議会軍はロンドンを拠点に南部・東部を支持基盤とした。

- 1643年10月11日のウィンスビーの戦い（英語版）では、東部連合軍司令官マンチェスター伯エドワード・モンタギューに従いヨークシャーで苦戦しているトーマス・フェアファクスの救援に向かい、リンカンシャーで合流し王党派と激突した。戦闘では「詩篇を歌い感謝しつつ」突撃し、リンカンシャーから王党を一掃した。その後ヨークシャーやニューベリーなどで中小規模の戦いが続いたが、1643年の間は大勢としては国王軍有利に進み、国王軍は何度もロンドンを窺う情勢にあった。

#### 国王軍と議会軍の比較
議会軍が劣勢だった理由は、その編成にあったといわれる。国王軍は正式に令状が出されて集められ、訓練・戦闘経験を積んだ者も多かったいっぽう、議会軍は民兵を主力とする混成部隊だった。民兵は地方意識が強く、国全体のこととなると士気を高くもてなかった。また、装備・訓練・実戦経験において貴族の率いる国王軍に及ばなかった。特にアドウォルトン・ムーアの戦いではその弱体さが際立った。後にクロムウェルは当時を顧みて、民兵の混成部隊だった議会軍を「よぼよぼの召使いや給仕やそんな連中」と述懐している。

### ニューモデル・アーミーの創設まで
1644年7月2日、マーストン・ムーアの戦いでカンバーランド公ルパートの騎兵と直面し、潰走させて武名をあげた。しかし議会軍全体はまだ弱く、全面攻勢をかけるほどの力はなかった。
はかばかしくない戦況を見て、議会派は軍の再編を急いで進めた。東部の諸州が連合してつくられた東部連合軍をはじめ、西部連合軍なども編成され、議会軍の組織化が進んだ。これらの再編によってただちに議会軍が精強になったわけではなく、軍の内外で様々な問題をかかえていた。議会内の見解の一致がとれていないことや、革命の目指す方向がないことなどがその主な理由であった。クロムウェルは当時、東部連合軍の騎兵隊長であった。
1645年頃には、議会軍は辞退条例制定など軍隊の編成改革を行い、優柔不断な行動で戦略に悪影響を与え続けたマンチェスター伯とエセックス伯ロバート・デヴァルーなどの指揮官は排除され、東部連合軍・西部連合軍などを統合し、議会の統制下で一元的に再編成された新しい軍をニューモデル・アーミーとした。総司令官はフェアファクスが就任、クロムウェルはニューモデル軍結成にあたって副司令官となった。
1645年6月14日のネイズビーの戦いでは、議会軍は左翼にヘンリー・アイアトン少将、右翼にクロムウェル中将が布陣した。鉄騎隊は激しい攻撃によってじりじりと国王軍を押し返し、国王本隊に迫りつつある時、チャールズ1世は親衛隊を割いて鉄騎隊を追い払おうとした。ところがこの命令が誤って伝わり、親衛隊は後退してしまった。クロムウェルはこの隙を見逃さず、チャールズ1世の歩兵連隊を壊滅させた。いっぽう左翼でもアイアトンの部隊が攻め、国王軍は左右から挟撃され、国王軍は総崩れとなった。この戦いによって、国王軍は壊滅的な損害を被った。議会派はこの勝利をイングランド中に宣伝し、勝利を印象づけた。兵糧や大砲は議会軍に接収され、国王軍の再建は事実上不可能となった。内戦はさらに1年続いたが、国王軍は劣勢を逆転することはできず、チャールズ1世はスコットランドに亡命を余儀なくされた。だがスコットランドにも見捨てられ、議会の監視下でハンプトン・コート宮殿で軟禁状態に置かれた。

### コモンウェルス成立

イングランド共和国の紋章

クロムウェルのバナー

内乱の終結後、議会主流派で王室との妥協を求める長老派が議会軍の解散を要求してきたが、議会軍の中核となっていたクロムウェルの所属する独立派、及び急進的な平等派（水平派とも）は国王との妥協を許さず議会軍の解散を拒絶し、対立し始める。のみならずニューモデル軍内部でも政治改革を唱える平等派と独立派が対立、クロムウェルは婿のアイアトンと共に軍の分裂を避けるべくパトニー討論で妥協を図ったが、互いの主張が噛み合わず決裂、議会の長老派と独立派の対立も解消されなかった。
1648年にチャールズ1世はワイト島へ脱走、長老派であるハミルトン公ジェイムズ・ハミルトンと結んで「エンゲージャーズ」を結成して再び決起し、イングランドでの主導権を取り戻そうと南下したが、同年8月にプレストンの戦いでクロムウェルは自ら出馬してエンゲージャーズを大破し、これを鎮圧した（第二次イングランド内戦）。第二次イングランド内戦後、軍はさらなる強硬策に打って出て、『プライドのパージ』とよばれる軍事クーデターを敢行して長老派を議会から全員追放し、残った50数名の議員のみからなる下院ランプ議会を承認し、イングランド共和国の樹立を宣言。ランプ議会は1649年1月にチャールズ1世の処刑を執行した（レジサイド）。
共和国の指導者となったクロムウェルは、続けて平等派も弾圧し始め、中産市民の権益を擁護する姿勢を取るようになる。重商主義に基づいた政策を示し、同時に貴族や教会から没収した土地の再分配を行った。

### アイルランド併合とスコットランド侵攻
カトリックのアイルランドやスコットランドは1649年から1651年にかけて反議会派の拠点であった。クロムウェルはアイルランド遠征軍司令官兼アイルランド総督に任ぜられて侵攻を始め、1649年8月にダブリンに上陸、続いてドロヘダ、ウェックスフォードを攻め、ドロヘダ攻城戦・ウェックスフォードの略奪などの戦闘を始め各地で住民の虐殺を行う（クロムウェルのアイルランド侵略）。アイルランドはクロムウェルの征服により、以後はイングランドの植民地的性格が強い土地となる。
1650年5月に後事を副官のアイアトンに託して帰英し、チャールズ1世の皇太子チャールズ（後のチャールズ2世）がスコットランドに上陸したのを討つため、7月にフェアファックスに代わり総司令官としてスコットランドに遠征（第三次イングランド内戦）、1650年9月3日のダンバーの戦いで王党派を蹴散らし、翌1651年9月3日のウスターの戦いでチャールズ率いるスコットランド軍も撃破、チャールズを大陸に追いやった。
1651年の「クロムウェル航海法」とよばれる航海条例の制定には、クロムウェル自身は関わっていない。しかしこれが議会を通過したことによってオランダの中継貿易を制限することになり、1652年の第一次英蘭戦争（英蘭戦争）の引き金になった。

### 護国卿として

クロムウェルの紋章

中産市民は王党派による反革命の可能性もあったため、クロムウェルの事実上の独裁を支持した。クロムウェルは1653年4月20日に軍と対立したランプ議会を解散、続けて成立させたベアボーンズ議会も急進派による改革で混乱が生じると12月12日に解散、12月16日に終身護国卿（護民官）となり、次のような対外政策を展開した。
1654年にオランダと講和し（ウェストミンスター条約）、スウェーデン、デンマーク、ポルトガルと通商条約を結ぶとともに、スペインに対する攻撃を開始し（英西戦争）、ウィリアム・ペン率いる艦隊をイスパニョーラ島に派遣、1655年にジャマイカを占領し、同年フランスと和親通商条約を結び、1657年に同盟（パリ条約）に発展させ、1658年のフランス・スペイン戦争（西仏戦争）では、砂丘の戦いで英仏連合軍がスペインに勝利、ダンケルクを占領した。
一方、国内においては成文憲法である『統治章典』に基づき1654年9月3日に招集した第一議会を1655年1月22日には解散させ、全国を11軍区に分けて軍政監を派遣し、純然たる軍事的独裁を行った。だが1656年9月17日に第二議会を招集、翌1657年3月に統治章典を修正した『謙虚な請願と勧告』が議会で成立すると5月に受諾し軍政監を廃止。議会によって国王への就任を2度にわたって望まれるが、これを拒否して護国卿の地位のまま統治にあたった。同年にユダヤ人の追放を解除し、これによって1290年7月18日のエドワード1世による追放布告以来350年ぶりにユダヤ人が帰還した。
1658年にクロムウェルはインフルエンザで死亡し、ウェストミンスター寺院に葬られた。跡を継いだ息子のリチャード・クロムウェルは翌1659年に第三議会を召集したが軍の反抗を抑えきれず、議会解散後まもなく引退し、護国卿政は短い歴史に幕をおろした。

### 死後・評価

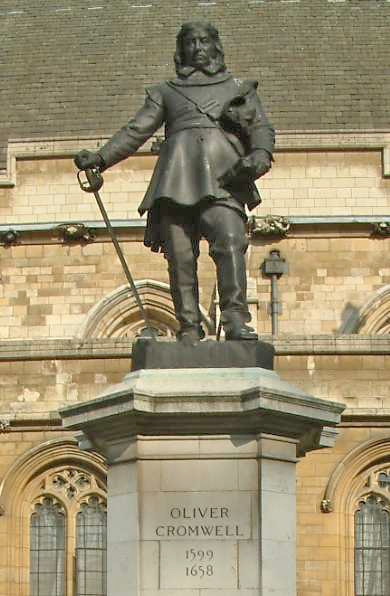
ウェストミンスター宮殿前のクロムウェル像

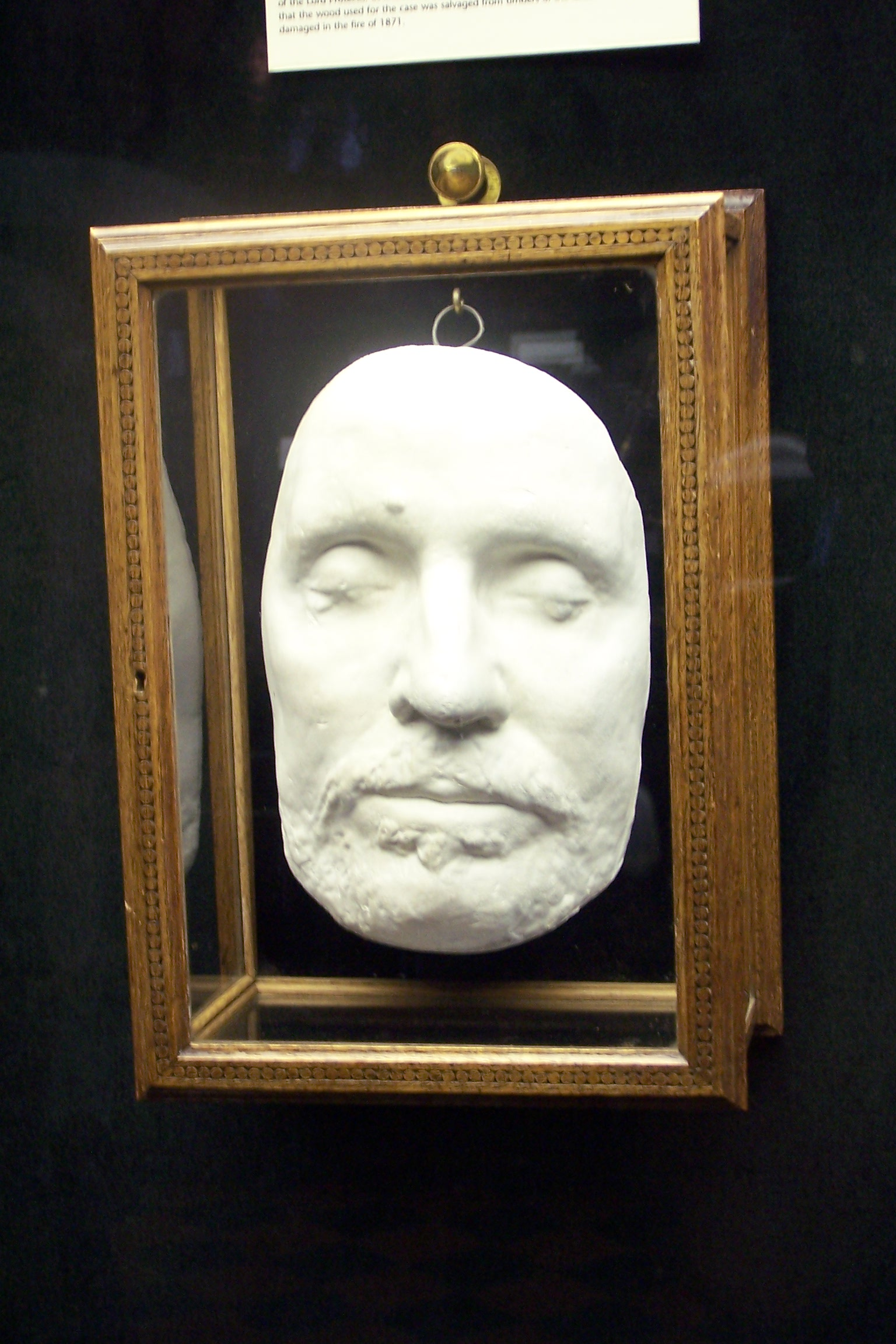
クロムウェルのデスマスク

その後、長老派が1660年にチャールズ2世を国王に迎えて王政復古を行うと、クロムウェルはすでに死亡していたアイアトンや国王裁判において裁判長を務めたジョン・ブラッドショーとともに反逆者として墓を暴かれ、遺体はタイバーン刑場で絞首刑の後斬首され、首はウェストミンスター・ホールの屋根に掲げられて四半世紀晒された。その後、クロムウェルの首は何人かの所有者を経て、現在では母校であるケンブリッジ大学のシドニー・サセックス・カレッジに葬られた。息子リチャードは国内の混乱を収められず亡命したが、1680年ごろにこっそりと帰国している。
クロムウェルの死後、王政復古によってクロムウェルは「王殺し」「簒奪者」と徹底的に貶められたが、18世紀に入るとアイザック・キンバーやジョン・バンクスによって見直しが行われ、19世紀に入ると更にイギリス知識人による再評価が進みトーマス・カーライルは『英雄論』でクロムウェルを英雄の一人として取り上げ、フレデリック・ハリソンは軍人としてのクロムウェルを「我が国の歴史に一人二人を数えるだけである」と高く評価した。一方、クロムウェルの死後結局王政に戻ったため、現在のイギリス国民は彼を評価しない人も多い。数百年経った今も、類稀な優れた指導者か強大な独裁者か、歴史的評価は分かれている。
ウェストミンスター宮殿正門前に、鎧姿で剣と聖書を持ったクロムウェルの銅像がある。

## 家族
1620年、ロンドンでエリザベス・バウチャーと結婚、9人の子を儲けた。
1. ロバート（1621年 - 1639年）
2. オリバー（1622年 - 1644年）
3. ブリジット（1624年 - 1662年） - ヘンリー・アイアトンと結婚、次いでチャールズ・フリートウッドと再婚
4. リチャード（1626年 - 1712年） - 国会議員、護国卿
5. ヘンリー（1628年 - 1674年） - アイルランド軍最高司令官
6. エリザベス（1629年 - 1658年） - ジョン・クレイポール（英語版）と結婚
7. ジェームズ（1632年）
8. メアリー（1637年 - 1713年）- フォーコンバーグ伯トマス・ベラシス（英語版）と結婚
9. フランシス（1638年 - 1720年） - ウォリック伯ロバート・リッチ（英語版）の同名の長男ロバート・リッチと結婚、次いで準男爵ジョン・ラッセル（英語版）と再婚